# 스틸상
리로이 스틸 상 (Leroy P. Steele Prizes) 혹은 스틸상은 미국 수학회에서 수여하는 수학 연구에 대한 학술상이다. 1970년에 설립되어 1993년 이후로는 '평생공로상 (Lifetime Achievement)', '수학부문 (Mathematical Exposition)', '독창적 연구부문 (Seminal Contribution to Research)'의 세 가지 종류로 나누어 수상하고 있다. 수상자의 국적에는 제한이 없지만, 미국에서 연구 활동을 한 경력과 영어로 된 연구 업적이 요구된다.
리로이 스틸 (Leroy P. Steele)의 유산을 기금으로 한다. 현재 상금은 '평생공로상'이 미화 1만 달러이고, '수학부문'과 '독창적 연구부문'이 미화 5천 달러이다.

## 스틸상 평생공로상 수상자 목록
| 년도 | 수상자 이름              |
| 1993 | 예브게니 딘킨            |
| 1994 | 루이스 니런버그          |
| 1995 | 존 테이트                |
| 1996 | 시무라 고로              |
| 1997 | 랄프 S. 필립스           |
| 1998 | 네이선 제이컵스          |
| 1999 | 리처드 카디슨            |
| 2000 | 이저도어 싱어            |
| 2001 | 해리 케스텐              |
| 2002 | 마이클 아틴              |
| 2002 | 엘리아스 스타인          |
| 2003 | 로널드 그레이엄          |
| 2003 | 빅터 길레민              |
| 2004 | 캐슬린 싱 모라웨츠       |
| 2005 | 이즈라일 겔판트          |
| 2006 | 프레드릭 게링            |
| 2006 | 데니스 설리번            |
| 2007 | 헨리 맥킨                |
| 2008 | 죄르지 루스티그          |
| 2009 | 루이스 카파렐리          |
| 2010 | 윌리엄 풀턴              |
| 2011 | 존 밀너                  |
| 2012 | 이보 바후스카            |
| 2013 | 야코프 시나이            |
| 2014 | 필립 오거스티스 그리피스 |
| 2015 | 빅토르 카츠              |
| 2016 | 배리 사이먼              |
| 2017 | 제임스 아서              |
| 2018 | 장 부르갱                |
| 2019 | 제프 치거                |
| 2020 | 카렌 울렌벡              |
| 2021 | 스펜서 블로흐            |
| 2022 | 리처드 스탠리            |
| 2023 | 닉 카츠                  |
| 2024 | 하임 브레지스            |

## 스틸상 수학부문 수상자 목록
| 년도   | 수상자 이름         |
| 1993   | 월터 루딘           |
| 1994   | 잉그리드 도베치스   |
| 1995   | 장피에르 세르       |
| 1996   | 브루스 번트         |
| 1997   | 앤서니 냅           |
| 1998   | 조지프 H. 실버맨    |
| 1999   | 서지 랭             |
| 2000   | 존 호턴 콘웨이      |
| 2001   | 리처드 스탠리       |
| 2002   | 이츠하크 카츠넬슨   |
| 2003   | 존 B. 가넷          |
| 2004   | 존 밀너             |
| 2005   | 브란코 그륀바움     |
| 2006   | 라르스 회르만데르   |
| 2007   | 데이비드 멈퍼드     |
| 2008   | 닐 트루딩거         |
| 2009   | 이안 맥도널드       |
| 2010   | 데이비드 아이젠버드 |
| 2011   | 헨리크 이와니에츠   |
| 2012   | 미하엘 아슈바허     |
| 2012   | 리처드 라이언스     |
| 2012   | 스티브 스미스       |
| 2012   | 로널드 솔로몬       |
| 2013   | 존 구켄하이머       |
| 2013   | 필립 홈즈           |
| 2014   | 유리 부라고         |
| 2014   | 드미트리 부라고     |
| 2014   | 세르게이 이바노프   |
| 2015   | 로버트 라자스펠드   |
| 2016   | 데이비드 A. 콕스    |
| 2016   | 존 B. 리틀          |
| 2016   | 도날 오셰아         |
| 2017   | 두사 맥더프         |
| 2017   | 디트마르 살라몬     |
| 2018\| | 마틴 아이그너       |
| 2018\| | 귄터 M. 지글러      |
| 2019   | 필립 플라졸렛       |
| 2019   | 로버트 세지윅       |
| 2020   | 마틴 브리드슨       |
| 2020   | 앙드레 하플리거     |
| 2021   | 노가 알론           |
| 2021   | 조엘 스펜서         |
| 2022   | 아이세 요한 드 용   |
| 2023   | 로렌스 에반스       |
| 2024   | 벤슨 파브           |
| 2024   | 댄 마갈릿           |

## 스틸상 독창적 연구부문 수상자 목록
| 년도 | 수상자 이름                  |
| 1993 | 조지 모스토                  |
| 1994 | 루이 드 브랑쥬               |
| 1995 | 에드워드 넬슨                |
| 1996 | 다니엘 스트룩                |
| 1996 | 스리니바사 바라단            |
| 1997 | 미하일 레오니도비치 고로모프 |
| 1998 | 허버트 윌프                  |
| 1998 | 도론 자일베르거              |
| 1999 | 마이클 G. 크랜달             |
| 1999 | 존 포브스 내시               |
| 2000 | 배리 메이저                  |
| 2001 | 레슬리 그린가드              |
| 2001 | 블라디미르 로클린            |
| 2002 | 마크 고레스키                |
| 2002 | 로버트 맥퍼슨                |
| 2003 | 로널드 젠슨                  |
| 2003 | 마이클 몰리                  |
| 2004 | 로렌스 에반스                |
| 2004 | 니콜라이 크릴로프            |
| 2005 | 로버트 랭글랜즈              |
| 2006 | 클리포드 가드너              |
| 2006 | 존 그린                      |
| 2006 | 마틴 크러스컬                |
| 2006 | 로버트 미우라                |
| 2007 | 카렌 울렌벡                  |
| 2008 | 세메레디 엔드레              |
| 2009 | 리처드 S. 해밀턴             |
| 2010 | 로버트 그리스                |
| 2011 | 잉그리드 도베치스            |
| 2012 | 윌리엄 서스턴                |
| 2013 | 사하론 셸라흐                |
| 2014 | 루이스 카파렐리              |
| 2014 | 로버트 콘                    |
| 2014 | 루이스 니런버그              |
| 2015 | 로스티슬라프 그리고르추크    |
| 2016 | 앤드루 마자                  |
| 2017 | 레온 사이먼                  |
| 2018 | 세르게이 포민                |
| 2018 | 안드레이 젤레빈스키          |
| 2019 | 히다 하루조                  |
| 2020 | 크레이그 트레이시            |
| 2020 | 해럴드 위덤                  |
| 2021 | 머레이 거스텐하버            |
| 2022 | 미셸 괴만스                  |
| 2022 | 데이비드 윌리엄슨            |
| 2023 | 피터 크론하이머              |
| 2023 | 토마스 므로우카              |
| 2024 | 발로그 요제프                |
| 2024 | 로버트 모리스                |
| 2024 | 보이치에흐 사모티이          |
| 2024 | 데이비드 색스턴              |
| 2024 | 앤드류 토머슨                |

## 1993년 이전 스틸상 수상자 목록
| 년도 | 수상자 이름              |
| 1970 | 솔로몬 렙셰츠            |
| 1971 | 필립 오거스티스 그리피스 |
| 1971 | 장 디외도네              |
| 1971 | 제임스 캐럴              |
| 1972 | 데이나 스콧              |
| 1972 | 로렌스 페인              |
| 1972 | 윌리엄 엘리슨            |
| 1972 | 에드워드 커티스          |
| 1975 | 조지프 테일러            |
| 1975 | 마틴 데이비스            |
| 1975 | 리프먼 버스              |
| 1975 | 블레인 로슨              |
| 1975 | 조지 맥키                |
| 1976 | 없음                     |
| 1977 | 없음                     |
| 1978 | 없음                     |
| 1979 | 한스 레비                |
| 1979 | 잘로몬 보흐너            |
| 1979 | 조지프 콘                |
| 1979 | 로빈 하츠혼              |
| 1979 | 안토니 지그문트          |
| 1980 | 게르하르트 호흐실트      |
| 1980 | 헤럴드 에드워즈          |
| 1980 | 앙드레 베유              |
| 1981 | 넬슨 던포드              |
| 1981 | 제이콥 슈워츠            |
| 1981 | 오스카 자리스키          |
| 1981 | 에버하르트 호프          |
| 1982 | 프리츠 욘                |
| 1982 | 존 밀너                  |
| 1982 | 람짓윈                   |
| 1982 | 라르스 알포르스          |
| 1983 | 천싱선                   |
| 1983 | 스티븐 클레이니          |
| 1983 | 헐모시 팔                |
| 1984 | 조지프 두브              |
| 1984 | 렌나르트 칼레손          |
| 1984 | 엘리아스 스타인          |
| 1985 | 해슬러 휘트니            |
| 1985 | 로베르트 스테인베르그    |
| 1985 | 마이클 스피박            |
| 1986 | 손더스 맥클레인          |
| 1986 | 루돌프 칼만              |
| 1986 | 도널드 커누스            |
| 1987 | 사무엘 에일렌베르크      |
| 1987 | 허버트 페더러            |
| 1987 | 마틴 가드너              |
| 1988 | 딘 몽고메리              |
| 1988 | 잔카를로 로타            |
| 1988 | 시구르두르 헬가손        |
| 1989 | 어빙 커플랜스키          |
| 1989 | 알베르토 칼데론          |
| 1989 | 다니엘 고렌스타인        |
| 1990 | 라울 보트                |
| 1990 | 베르트람 코스탄트        |
| 1990 | 로버트 리치마이어        |
| 1991 | 아르망 보렐              |
| 1991 | 에우제니오 칼라비        |
| 1991 | 프랑수아 트레브스        |
| 1992 | 럭스 페테르              |
| 1992 | 제임스 글림              |
| 1992 | 자크 디미에              |